# I Put a Spell on You
Pour les articles homonymes, voir I Put a Spell on You (homonymie).
Singles de Screamin' Jay Hawkins
Even Though
(1956) You Made Me Love You
(1957)
I Put a Spell on You (litt. « je t'ai jeté un sort ») est une chanson de rhythm and blues de Screamin' Jay Hawkins, publiée en 1956 aux États-Unis par OKeh, un des labels de Columbia.

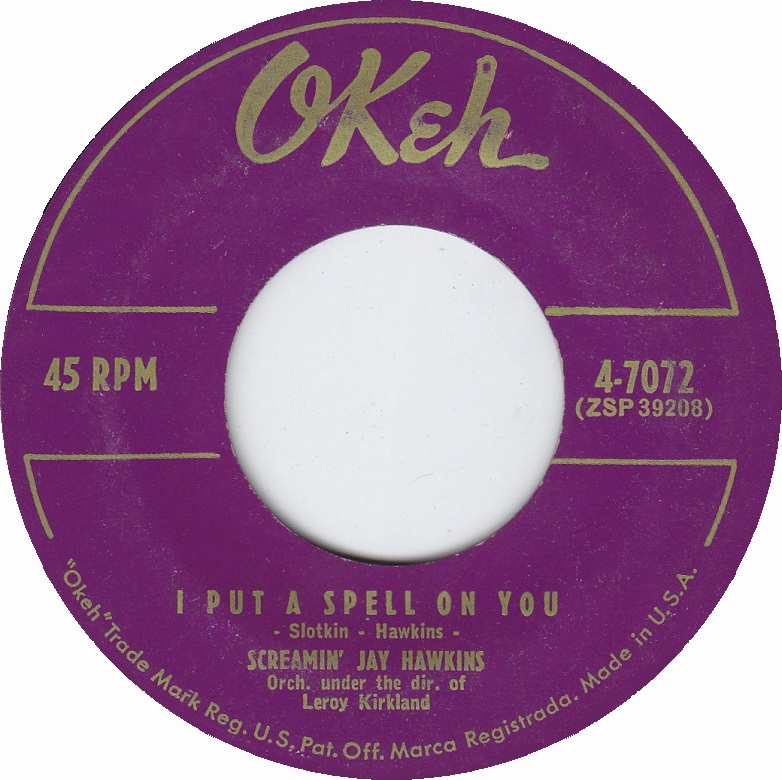
I Put a Spell on You

Dans un premier temps, cette chanson a dû être retirée du catalogue, sous la pression des radios et elle ne s'est jamais classée dans les hit-parades nationaux américains, y compris ceux de R'n'B. Cependant le magazine américain Rolling Stone l'a placée en 313e position dans sa sélection 2003 des 500 plus grandes chansons de tous les temps, et 320e dans sa sélection de 2010.
À l'origine, elle devait être une simple ballade. La version la plus plausible des circonstances de l'enregistrement est que Screamin' Jay Hawkins était ivre lors de la session, son producteur ayant délibérément apporté les alcools dans le studio,.
Elle a été reprise par de nombreux artistes, notamment Nina Simone en 1965 sur l'album I Put a Spell on You.

## Réenregistrements
Hawkins a lui-même réenregistré sa chanson à plusieurs reprises, dans des versions parfois fort différentes :
- 1955 : version originale, rythme de blues, accompagnée de piano, guitare, basse et batterie.
- 1956 : version de l'album At Home with Screamin' Jay Hawkins, rythme en trois temps, avec cuivres. La version « classique » associée à l'artiste. Une prise alternative existe sur la réédition de 2010 de l'album.
- 1972 : version de l'album A Portrait of a Man and His Woman, structure blues, avec chœurs féminins.
- 1972 : version de la compilation Portrait of a Man: A History of Screamin' Jay Hawkins, structure plutôt psychédelique avec voix réverbérée, chœurs féminins et bruitages « gothiques » (orage, hurlements).
- 1977 : version de l'album I Put a Spell on You, structure funk.
- 1991 : version de l'album Black Music for White People, structure funk, avec l'intervention de rappeurs.

## Reprises
Devenue un grand classique, cette chanson a été reprise en studio par de nombreux artistes (liste non exhaustive) :

### En anglais
- Diamanda Galas sur l’album The Singer 1992
- Creedence Clearwater Revival en 1968
- Nina Simone en 1965 sur l'album I Put a Spell on You
- Audience en 1971 dans l'album The House On The Hill
- Alan Price en 1966
- The Animals en 1966 sur leur album Animalisms
- Jeff Beck and Joss Stone
- Demon Fuzz
- Them avec Van Morrison en 1966
- Arthur Brown en 1968
- Bryan Ferry en 1993
- Buddy Guy avec Carlos Santana
- Eric Clapton avec BB King
- Leon Russell
- Joe Cocker
- Katie Melua
- Tim Curry
- The Residents
- Natacha Atlas
- Marilyn Manson dans l'album Smells Like Children
- Dionysos
- Julien Doré
- Ray Charles
- Tab Benoit album Nice and Warm 1993
- Leslie West
- Bonnie Tyler
- Dj Champion
- Manfred Mann
- Mark Lanegan
- Shane MacGowan, Johnny Depp, Nick Cave et Chrissie Hynde qui en enregistrent une version en faveur de Haïti, lors d'un concert de charité, à la suite du séisme de 2010.
- Eels en version live dans l'album Useless Trinkets: B-Sides, Soundtracks, Rarities And Unreleased: 1996-2006.
- The Kills
- She and Him (single de 2010)
- Patrick Eudeline, une version live sur l'album Un lustre et plus des Coronados (1988)
- Garou sur son album Rhythm and Blues (2012)
- Annie Lennox, avec une reprise jazzy dans son album Nostalgia (2014).
- Elisabeth Kontomanou sur son album de 2010 Siren Song - Live at Arsenal, accompagnée par l'Orchestre National de Lorraine [4]
- The Jaded Hearts Club sur leur premier album You've Always Been Here (2020)

### En français
- Nicoletta, sur une traduction de Guy Marchand en Ça devait arriver (album Il est mort le soleil) (1967)
- Le Beau Lac de Bâle, adaptée en Je te jette un sort (album Fonds de tiroir) (1987)
- Pierre Bachelet s'est inspiré de la mélodie pour sa chanson L'Atlantique (1975).
- Claude Nougaro a repris l'intro pour Je suis sous... (1964).

### Au cinéma et à la télévision
- La version originale fois dans le film Stranger Than Paradise de Jim Jarmusch (1985).
- En 1993, Bette Midler interprète une version dansante, avec des paroles un peu modifiées pour l'occasion, dans le film Hocus Pocus, ayant pour choristes ensorceleuses Sarah Jessica Parker et Kathy Najimy.
- La version de Marilyn Manson figure sur la bande originale du film Lost Highway réalisé par David Lynch (1997).
- La version de The Angels est jouée dans le film Holy Smoke de Jane Campion (1999), pendant le slow sensuel dans le night-club entre Ruth (Kate Winslet) et une autre femme.
- La version de Creedence Clearwater Revival apparaît dans le film Saint Laurent de Bertrand Bonello
- La chanson a été utilisée dans un spot publicitaire de 1991, pour l'eau minérale gazeuse française Perrier.
- La version de Screamin' Jay Hawkins a été utilisée lors du générique de fin du film Edy en 2005.
- La version originale figure dans la musique du film (et sur le cd) de Nowhere Boy (2009).
- Reprise rock par Jesse Kinch (en), vainqueur de la première saison de Rising Star États-Unis en 2014.